# 자오리잉
자오리잉(중국어 간체자: 赵丽颖, 정체자: 趙麗穎, 병음: Zhào Lìyǐng, 한자음: 조려영, 1987년 10월 16일~)은 중화인민공화국의 배우, 가수이다.

## 출연 작품

### 텔레비전 드라마
- 2010년 《홍루몽》 - 젊은 시절의 형수연(邢岫烟) 역
- 2013년 《육정전기》 - 육정(陸貞) 역
- 2015년 《화천골》- 화천골(花千骨) 역
- 2015년 《대한정연지운중가》- 백합(百合) 역
- 2017년 《초교전》- 초교(楚乔) 역
- 2018년 《우리의 찬란한 시간》- 린첸(林浅) 역
- 2018년 《지부지부응시녹비홍수》- 성명란(盛明蘭) 역
- 2022년 《수시흉수》- 선위(沈雨) 역
- 2023년 《행복도만가》- 허싱푸(何幸福) 역
- 2023년 《풍취반하 : 반하에 부는 바람》- 쉬반샤(許半夏) 역
- 2024년 《여봉행》- 심리(沈璃) 역

### 영화
- 2013년 《궁》 - 유리(琉璃) 역
- 2024년 《교연적심사》 - 차오옌(喬妍) 역

## 수상
- 제6회 마카오 국제 TV시상식 최우수 여우주연상
- 제6회 국극성전 시청률 최우수 배우상
- 제28회 중국TV 금응장 시청자가 가장 사랑하는 여배우상